# 加拿大太平洋鐵路
加拿大太平洋鐵路（清末民初音译坎拿大诗丕亚铁路）是加拿大的一級鐵路之一，由加拿大太平洋鐵路公司（Canadian Pacific Railway Limited）營運。其網絡橫跨西部溫哥華至東部蒙特利爾，並設有跨境路線，通往美國的明尼阿波利斯、芝加哥、紐約市等大型城市。公司總部設於艾伯塔省卡加利。
該鐵路系統的前身是加拿大東部至不列顛哥倫比亞省之間的鐵路線，於1881年至1885年間興建，用以連接渥太華谷及喬治亞灣兩地的既有鐵路，實現了不列顛哥倫比亞於1871年加入加拿大邦聯的回報承諾。這條鐵路也是加拿大首條越洲鐵路，現時主要行駛貨運列車，在之前曾有一段長時間作為全加拿大唯一的長途客運運輸工具，也為加拿大西部地區發展帶來貢獻。鐵路於1978年由VIA鐵路接收，並於1986年停止客運服務。公司標誌上方的河狸代表其扮演勤勞角色，在120多年間曾獲不少褒貶，也是加拿大民族主義的具爭議性標誌。
2021年，加拿大太平洋铁路有限公司完成了对堪萨斯城南方铁路公司的收购。合并后的「加拿大太平洋堪萨斯城鐵路有限公司」将成为唯一服务于北美三个最大国家的铁路公司。

## 外部連結
- 加拿大太平洋鐵路（页面存档备份，存于） （英文）（法文）

1. ↑  . CTVNews. 2021-12-14  [2022-06-26]. （原始内容存档于2022-06-27） （英语）.